# Förläningsjorden i Ryssland
Förläningsjorden i Ryssland uppkom under 1400- och 1500-talen genom att jord förlänades med tillfällig äganderätt som ersättning och belöning för tjänster som gjordes till monarken under förläningstagarens livstid. Förläningens villkorliga, personliga och tillfälliga natur skilde den från arvejorden. Med tiden sammansmälte förläningsjorden med arvejorden och på 1700-talet innehades all adelsjord i Ryssland med fullständig äganderätt.

## Uppkomst
Förläningsjord började utdelas under Ivan III av Moskva och blev den ekonomiska grundvalen för uppställandet av det ryska frälserytteriet. 1550 tilldelades ettusen frälsemän från hela riket förläningsjord kring Moskva. Vid ungefär samma tid upprättades också register över frälserytteriet, där förläningstagarna grupperades efter hur stora styrkor de bidrog med, storleken på deras arve- och förläningsjord samt erhållna bidrag i penningar.

## Sammansmältning med arvejorden
Med tiden sammansmälte förläningsjorden med arvejorden. Arvejordsägare tjänade på samma villkor som förläningstagare. Förläningstagare började ärva förläningsjord från sina fäder. Först med monarkens tillstånd och under förutsättning av fortsatt verksamhet i hans tjänst, sedan blev tjänstgöring inte ett krav för att få ärva. På 1700-talet betraktades all adelsjord som frälsejord med full äganderätt, oavsett dess ursprung som förlänings- eller arvejord.